# Yerington

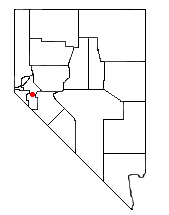
Położenie

Yerington – stolica hrabstwa Lyon w stanie Nevada. W roku 2000 liczba mieszkańców wyniosła 2883, a 2005 r. – 2980. Całkowita powierzchnia miasta wynosi 4,4 km² (1,7 mil²).